# Sisoguichi
Sisoguichi (del idioma tarahumara: Lugar de saetas) ocasionalmente escrito Sisoguichic, es un pueblo del estado mexicano de Chihuahua, enclavado en lo alto de la Sierra Tarahumara, en el municipio de Bocoyna, del que constituye su tercera localidad por población. Fue durante mucho tiempo el principal centro de las misiones católicas en la región.

## Localización
Geográficamente, Sisoguichi se encuentra localizado en las coordenadas 27°47′09″N 107°29′47″O / 27.78583, -107.49639, a una altitud de 2,200 metros sobre el nivel del mar, y según el Conteo de Población y Vivienda de 2005 realizado por el Instituto Nacional de Estadística y Geografía tiene una población de 1,051 habitantes, de los cuales 523 son hombres y 528 son mujeres.
Se encuentra localizado a unos 10 kilómetros al sur de la cabecera municipal, Bocoyna, con la cual se comunica por un camino de terracería, en Bocoyna enlaza con la Carretera Federal 16.

## Historia
Sisoguichi fue fundado en el año de 1676 por el sacerdote jesuita Antonio Oreña como una misión para evangelizar y asentar a los indígenas tarahumaras o rarámuris que poblaban la región, pronto se convirtió en una de las principales misiones de la zona, dándole el carácter eminentemente religioso que tiene hasta el día de hoy, donde la misión jesuita es parte principal del pueblo. Tras la Independencia de México la importancia de Sisoguichi siguió en incremento, llegando el 21 de noviembre de 1844 en ser constituido en cabecera municipal del municipio del mismo nombre, el Municipio existió hasta el 13 de octubre de 1886 en que fue suprimido e incorporado al Municipio de Carichí. Perteneció a este municipio hasta el 20 de noviembre de 1911 en que fue creado el municipio de Bocoyna, en el que quedó integrado.
A partir de la década de 1940 Sisoguichi se convirtió, junto con varios otros poblados de la zona, como San Juanito, en un importante centro de explotación forestal, lo cual activó la economía del pueblo y atrajo población, tanto de otras comunidades de la sierra, como de otras regiones del estado, así mismo el desarrollo de la región comenzó, al crearse carreteras, caminos y el establecimiento del Ferrocarril Chihuahua al Pacífico, que si bien no pasa por el pueblo, si mejoró considerablemente su comunicación con el resto del estado. 
En la misma década, al restablecerse las misiones de la Sierra Tarahumara encargadas nuevamente a la Compañía de Jesús como en la época colonial, Sisoguichi se convirtió en el centro administrativo de la orden, lo cual fue confirmado cuando el 6 de mayo de 1950 el papa Pío XII estableció la Misión sui iuris de la Tarahumara, segregándola de la Arquidiócesis de Chihuahua, estableciéndose en Sisoguichi la sede administrativa de la Misión, el 23 de junio de 1958 la Misión fue elevada a la condición de Vicariato Apostólico, señalándose a Sisoguichi como su sede, convirtiéndose de esta manera en sede el obispo-vicario apostólico y su iglesia fue elevada al rango de Catedral, con lo cual la importancia de la población aumentó aún más, siendo el centro religioso de toda la región. Este hecho terminó el 20 de diciembre de 1993, cuando el vicariato apostólico fue elevado a Diócesis de Tarahumara y su sede fue trasladada desde Sisoguichi a la ciudad de Guachochi, situada al sur de la Sierra y ya por entonces la más grande población de la región, quedando Sisoguichi únicamente como sede secundaria y su templo se convirtió en Co-catedral de la diócesis.

## Actualidad
Tras la partida de la sede diocesana a Guachochi la importancia de Sisoguichi decreció en cierto grado, sin embargo permanece como principal sede jesuita en la zona, aun cuando la orden ya no tenga a su cargo la administración de la Diócesis; ante ello la población ha diversificado sus actividades económicas, la primera de las actuales es el turismo, en vías de desarrollo aprovechando la cercanía de centros turísticos como Creel, el Lago de Arareco, la Cascada de Basaseachi o las Barrancas del Cobre, entre sus principales atractivos están las artesanías tarahumaras y las celebraciones de Semana Santa.
Otro de las actividades que ha dado renombre a Sisoguichi incluso fuera de México, es la elaboración artesanal de muebles de madera rústica, existiendo tres fábricas dedicadas a su producción,, estos muebles son construidos con la madera de la región, y distribuidos nacionalmente, así como a poblaciones de Estados Unidos como El Paso.